# Autoritat Mayer
L'Autoritat Mayer fou la segona Alta Autoritat de la Comunitat Europea del Carbó i de l'Acer (CECA), que entre 1955 i 1958 fou presidida pel francès René Mayer.

## Nomenament
El 3 d'agost de 1955 René Mayer va prendre possessió del seu càrrec com a President de la CECA en substitució de Jean Monnet, el qual havia dimitit el 5 de maig del mateix any després del seu fracàs en la formació de la Comunitat Europea de Defensa. Aquesta Autoritat va estar en el càrrec fins al 13 de gener de 1958.

## Composició
| Àrees | Membres          | Estat         |
| --- | ---------------- | ------------- |
| President de la CECA | René Mayer       | França        |
| Vicepresident; Relacions exteriors                                                                                          | Franz Etzel      | Alemanya      |
| Vicepresident, Política interna; Premsa i informació; Mercat interior, tractats i transport                                 | Albert Coppé     | Bèlgica       |
| Assumptes socials | Paul Finet       | Bèlgica       |
| Relacions externes; Mercat interior, tractats i transports                                                                  | Dirk Spierenburg | Països Baixos |
| Assumptes industrials i finances; Política interna Instruccions de grup; Mercats, tractats i transport; Premsa i informació | Léon Daum        | França        |
| Premsa i informació; Política interna; Assumptes industrials i finances; Instruccions de grup; Assumptes socials            | Enzo Giacchero   | Itàlia        |
| Política interna; Assumptes industrials i finances; Instruccions de grup; Assumptes socials                                 | Heinz Potthof    | Alemanya      |
| Assumptes industrials i finances; Assumptes socials Relacions exteriors; Instruccions de grup                               | Albert Wehrer    | Luxemburg     |